# ナイン・インチ・ネイルズ

オフィシャルロゴ

ナイン・インチ・ネイルズ（Nine Inch Nails）は、アメリカ合衆国オハイオ州クリーブランドで結成されたインダストリアル・ロックバンド。2020年に『ロックの殿堂』入り。

## 概要
1989年にシングル「ダウン・イン・イット」でデビューを果たした。その斬新かつ精密なサウンド・プロダクションやビジュアル・ワーク、過激なステージング、内省的な世界観は後進のアーティストに大きな影響を与えた。それまでアンダーグラウンド・シーンの一つであったインダストリアル・ロックをオーバーグラウンドに持ち上げたバンドの一つでもある。1993年と1996年にはグラミー賞のベスト・メタル・パフォーマーに選出された。
2011年「ローリング・ストーンの選ぶ歴史上最も偉大な100組のアーティスト」において第94位に選出された。
メイン・コンポーザーのトレント・レズナーは、1997年のタイム誌が特集を組んだ「最も影響のある25人のアメリカ人」の一人に選出された事もある。
略称は「NIN」。ロゴは3文字目のNが左右反転され、「NIИ」に似たアンビグラムになっている。ただし、印刷物やテキストデータでは普通に「NIN」と書かれる。

## 略歴

### 1988年 - 1991年

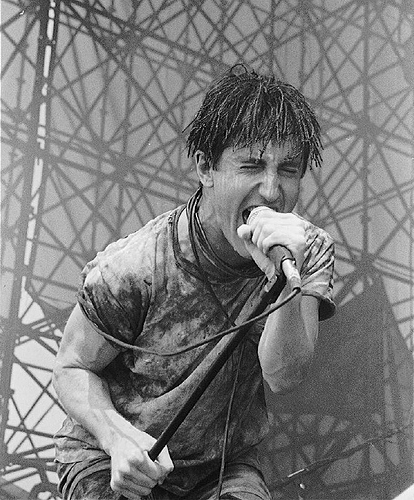
ロラパルーザにて (1991年)

ナイン・インチ・ネイルズは1988年に活動を開始している。レズナーはアメリカ、オハイオ州のクリーブランドにあるインディペンデント・レーベル「ライト・トラック・スタジオ」にてデモレコーディングを行った。それは1994年に"Purest Feeling"と言うタイトルが付いた海賊盤となってリリースされた。そのデモを複数のレーベルに送り、その後TVTレコーズとの契約を結ぶ。
"Purest Feeling"に収録された楽曲にいくつかの新曲を加え、1989年に『プリティ・ヘイト・マシーン』がリリースされた。このアルバムはイギリス・ロンドンでレコーディング作業が進められた。この作業にてレズナーはエイドリアン・シャーウッドとの最初の共同作業を行った（この後、シャーウッドは2000年までしばしばNINの作品にクレジットされる事になる）。このアルバムは親しみやすいメロディーと内省的な歌詞、暗く美しいサウンドに彩られたアルバムとなった。「ダウン・イン・イット」と「ヘッド・ライク・ア・ホール」、「シン」がシングルカットされ、「シン」を除いた2曲のビデオ・クリップがMTVで頻繁に放送された。「シン」についてはその内容が過激すぎるために1997年のビデオ作品『クロージュア (Closure)』までその映像が公にされる事はなかった。
『プリティ・ヘイト・マシーン』は爆発的なセールスを記録する事はなかったものの、リリースから2年に渡ってビルボードにチャートインする息の長い作品となり、結果的に100万枚のセールスを挙げる事になった。
NINは最初の北米ツアーをスキニー・パピー、ピーター・マーフィー（元バウハウス）、ジーザス&メリーチェインとともに行った。NINの破壊的なステージングはこれまでのシンセサイザーを使ったバンドとはあまりにも異なるスタンスであったために、すぐに大きな噂となった。破れたジーンズを履き、綱紐を天井に引っ掛けて首や胴体に巻きつけて歌うパフォーマンスも行っていた。この頃は金がなかったため「代行料金をどう払えばいいんだ？」や「音楽を始めた頃、親父に買ってもらった機材のクソ古いケーブルをまだ使っていた」などの発言がある。1991年に「プリティ・ヘイト・マシーン」のツアーの一環として最初のロラパルーザに出演した。その後アメリカでガンズ・アンド・ローゼズのツアーに帯同するなど、その活動規模は徐々に大きなものになって行ったが、所属していたTVTレコーズによる作品への干渉が強くなり（「Front 242みたいになれ」などとレーベルから圧力をかけられていた）、NINはTVTレコーズからの移籍を決意する。この移籍問題は裁判沙汰になり、裁判中のレコーディングが禁止された。しかしNINは別名を用いて『プリティ・ヘイト・マシーン』に続く作品のレコーディングを開始した。

### 1992年
1992年、6曲の新曲に2曲のボーナストラックを加えたEP、『ブロークン』がTVTレコーズとの裁判が終了した後にリリースされた。この作品のインナー・スリーブに記されたライナー・ノーツによると、本作の激しいライブ感が溢れるサウンドは1991年当時のライブ・メンバーからの影響が大きいと言う。
このEPに収録された「ウィッシュ」はスロッビング・グリッスル、コイルのピーター・クリストファーソンによってビデオ・クリップが制作された。このEPからはシングルカットは行われなかったが、「ウィッシュ」の他に「ハピネス・イン・スレイヴァリー」、「ピニオン」のビデオが制作された。中でも「ハピネス・イン・スレイヴァリー」のビデオ・クリップの過激さは群を抜いており、作中でボブ・フラナガンというパフォーマンス・アーティストが、彼自身が横たわった機械に身体をえぐり取られて殺されてしまうと言う内容であった。当然ながらMTVなどでは放送される事がなかった。これらのビデオクリップは『ブロークン・ムービー (Broken Movie)』と呼ばれる、CDのプロモーションを目的とした短編映画の為に撮影された。内容が非常に過激であり、また本人たちがマスコミに騒がれる事を嫌って正式に公開される事はなかったが、海賊盤ビデオが出回っている。なお、ビデオ作品『クロージャー』において『ブロークン・ムービー』で使用された楽曲のビデオ・クリップを見る事ができる。
「ウィッシュ」のビデオ・クリップについては、1995年にライブ映像を使用したビデオ・クリップが再度製作され、MTVで放送されているのはこのバージョンになる。また「ゲイヴ・アップ」についても、後に『ザ・ダウンワード・スパイラル (The Downward Spiral)』がレコーディングされるラ・ピッグ・スタジオにてビデオクリップが製作された。このクリップには、マリリン・マンソンが登場している。
また、「ゲイヴ・アップ」には、『ブロークン・ムービー』のラストシーンを抜粋したバージョンのクリップがある。男が拷問されてチェーンソーで切り刻まれ、レイプされ、ナイフで滅多刺しにされた挙句加害者に臓物をむさぼられるという、「ハピネス・イン・スレイヴァリー」と並ぶ残虐な内容である。
『ブロークン』がリリースされた2ヶ月後に、唯一のフォローアップ作品となる『フィックスト』がリリースされた。ダニー・ハイド、J.G.サーウェル、ブッチ・ヴィグ（現ガービッジ）らをリミキサーとして起用し、ブロークンに収録されたいくつかの曲をリミックスした。

### 1994年 - 1995年

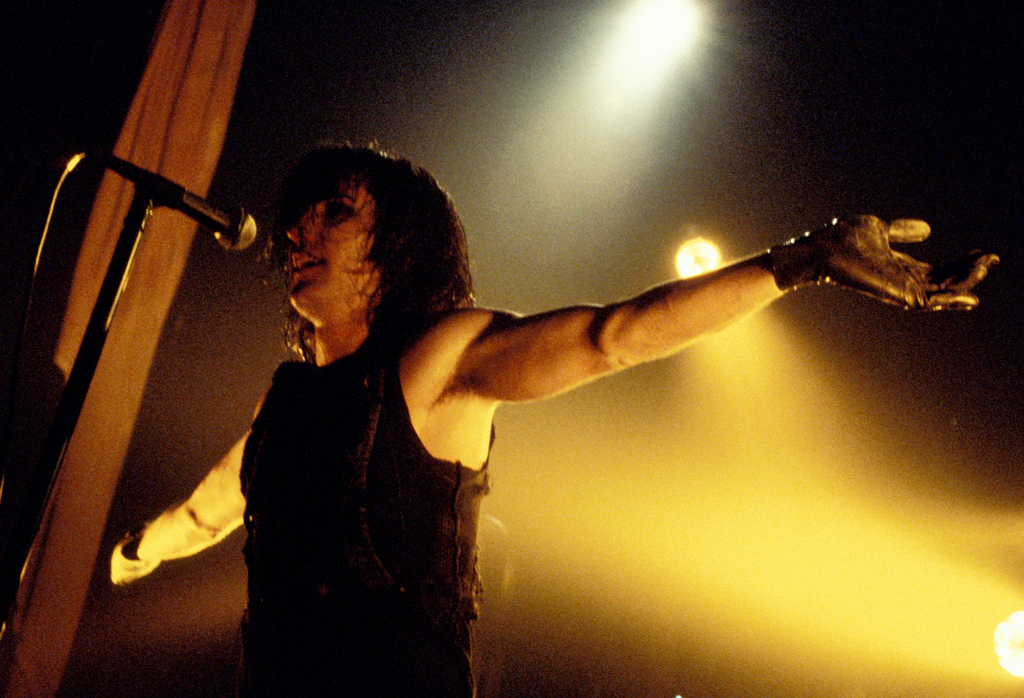
'94~'95年頃撮影

1994年にはセカンド・アルバムとなる『ザ・ダウンワード・スパイラル』をリリースした。このアルバムはビルボード誌のチャートで初登場2位を記録し、NINの評価を決定的にする作品となった。2003年にローリングストーン誌が企画した「500 greatest albums of all time」の200位にランクインし、2005年のスピン誌が企画した「100 Greatest Albums, 1985–2005」の25位にランクインを果たした。
NINはこのアルバムのフォロー・アップツアーとして「セルフ・ディストラクションツアー」と冠されたツアーを行った。このツアーの中で「ウッドストック 1994」に参加した。「ウッドストック 1994」は土砂降りの雨中でライブが行われた。泥まみれの観客が待つ中、バンドメンバーも泥まみれの姿でステージに登場したNINのパフォーマンスはNINのキャリアの中で最も有名なエピソードの一つとなった。
「ライブの直前はいつも吐きそうな気分だった、それは本当にナーバスな日だった。ステージに向かう途中で俺がDannyを押したら、奴は顔から泥に突っ込んだんだ。で、奴が俺にタックルしてきて、それは男だけの泥レスリングみたいなのに変わった。それをやった後、不安はすっかり消えたんだ。」とトレントは言っている。
さらに、トレントはオリバー・ストーン監督の『ナチュラル・ボーン・キラーズ』のサウンドトラックをプロデュースした。NINはこのサウンドトラックに「サムシング・アイ・キャン・ネヴァー・ハヴ」、「ア・ウォーム・プレイス」、そして当時未発表曲の「バーン」を提供している。
1995年にはセカンド・アルバムのリミックス作品となる『ザ・ファーザー・ダウン・ザ・スパイラル』(Further Down the Spiral) をリリースした。この作品はUS盤とUK盤の2種類が発売されており、それぞれ収録曲が異なっている。本作ではエイフェックス・ツイン、有名プロデューサーのリック・ルービンらがリミックスを手がけている。なお、リック・ルービンのリミックスにはジェーンズ・アディクションのギタリストであるデイヴ・ナヴァロがギターで参加している。
同年、デヴィッド・ボウイのシングル「The Hearts Filthy Lesson」のリミックスを手掛け、ボウイと共に「ディソナンス・ツアー」と冠されたツアーを行った。これはまず前座のNINが演奏し、その後ステージにデヴィッド・ボウイが登場してそれぞれ互いの曲を共演、そしてNINがステージを降りデヴィッド・ボウイの演奏に移行するというものであった。ボウイはトレントと共に「レプタイル」や「ハート」を歌った。
トレントの愛犬、ゴールデン・レトリバーのMaiseが3階から落下して死亡。

### 1996年 - 1997年
1996年にはPCゲームQuakeのサウンドトラックをリリースした。ただしこのサウンドトラックはトレント・レズナーの個人名義で作成されている。
1997年にはデイヴィッド・リンチ監督の『ロスト・ハイウェイ』のサウンドトラックのプロデュースを行った。これはリンチ自らがトレントにオファーを申し込んで実現したが、このときリンチはトレントに「『ナチュラル・ボーン・キラーズ』のようなサウンドトラックを作ってくれ」と頼んだという。このサウンドトラックには「ザ・パーフェクト・ドラッグ」が収録された。この曲は後にミート・ビート・マニフェストやジ・オーブらのリミックス5曲を収録したシングルとなってリリースされた。
また、再びデヴィッド・ボウイのシングル「I'm Afraid of Americans」のリミックスを務めた。この楽曲のビデオ・クリップにはボウイのストーカーとしてトレントが出演している。
同年11月には初の公式な映像作品となる『クロージャー』がリリースされた。この作品はVHS二本組となっており、「Tape 1」と銘打たれた方には1994年から1995年にかけて行われた「セルフ・ディストラクト・ツアー」の模様を、「Tape 2」と銘打たれた方にはデビュー当時から1997年の間に製作されたプロモーション・ビデオが収録された。
この『クロージャー』のDVD化の話が出ていたが、前マネージャージョン・マルムとの金銭問題(NINの売上20%を不正に搾取していた)などでジョン・マルムが『クロージャー』の映像著作権の一部を保有してるためリリースできず、2006年にトレント本人が（自分のPCに不正アクセスがあり、データがリークされてしまったため）意図的にネットのP2PにDVDデータを流出させている。このデータはBittorrentなどでダウンロードできる。

### 1999年 - 2002年
1999年の9月に2枚組アルバム『ザ・フラジャイル』がリリースされた。この5年ぶりのサード・アルバムはリリースされた最初の週にビルボードチャートで一位を獲得したが、翌週にはビルボードのトップ10から脱落した。そのために予定していたアルバムリリース後のツアーに必要な経費は、トレント・レズナーのポケットマネーから捻出することとなった。
このアルバムからの先行シングル「ザ・デイ・ザ・ワールド・ウェント・アウェイ」のカップリング曲として収録されていた「スターファッカーズ・インク」の歌詞が当時の音楽シーンに対する痛烈な批判と言われ大きな話題となった。“スターファッカーズ・インク”の内容にはマリリン・マンソンに対する批判も含まれていた。マリリン・マンソンは『ザ・フラジャイル』がリリースされた際に批判的なコメントを出しており、トレント・レズナーとマリリン・マンソンの不仲は続いているものと思われていた。しかし“スターファッカーズ・インク”のビデオ・クリップにマリリン・マンソンが出演したことで和解が表明された。
バンドは1999年より「Fragility」と銘打たれたツアーに出る。このツアーはまずはヨーロッパと日本で行われた。そのツアーが一旦終了した後に『ザ・フラジャイル』のリミックス・アルバムとなる『シングス・フォーリング・アパート』がリリースされた。これにはエイドリアン・シャーウッドやデイヴ・オギルヴィ、チャーリー・クロウザーのリミックスのほか、ゲイリー・ニューマンのカヴァーである「メタル」が収録されている。
その後バンドはアメリカツアーを行い、そのツアーの様子を収めた『アンド・オール・ザット・クッド・ハヴ・ビーン』が2002年にリリースされた。『アンド・オール・ザット・クッド・ハヴ・ビーン』はVHS、DVD、CDの形態でリリースされた。CD盤には初回生産限定盤に『Still』が附属された。これは既発曲や新曲をピアノを主体としたアレンジで収録したもので、NINの持つ“静”の要素を全面に押し出した作品となっている。なお、『Still』は後に単体でリリースされたが、日本盤はリリースされていない。

### 2004年 - 2006年

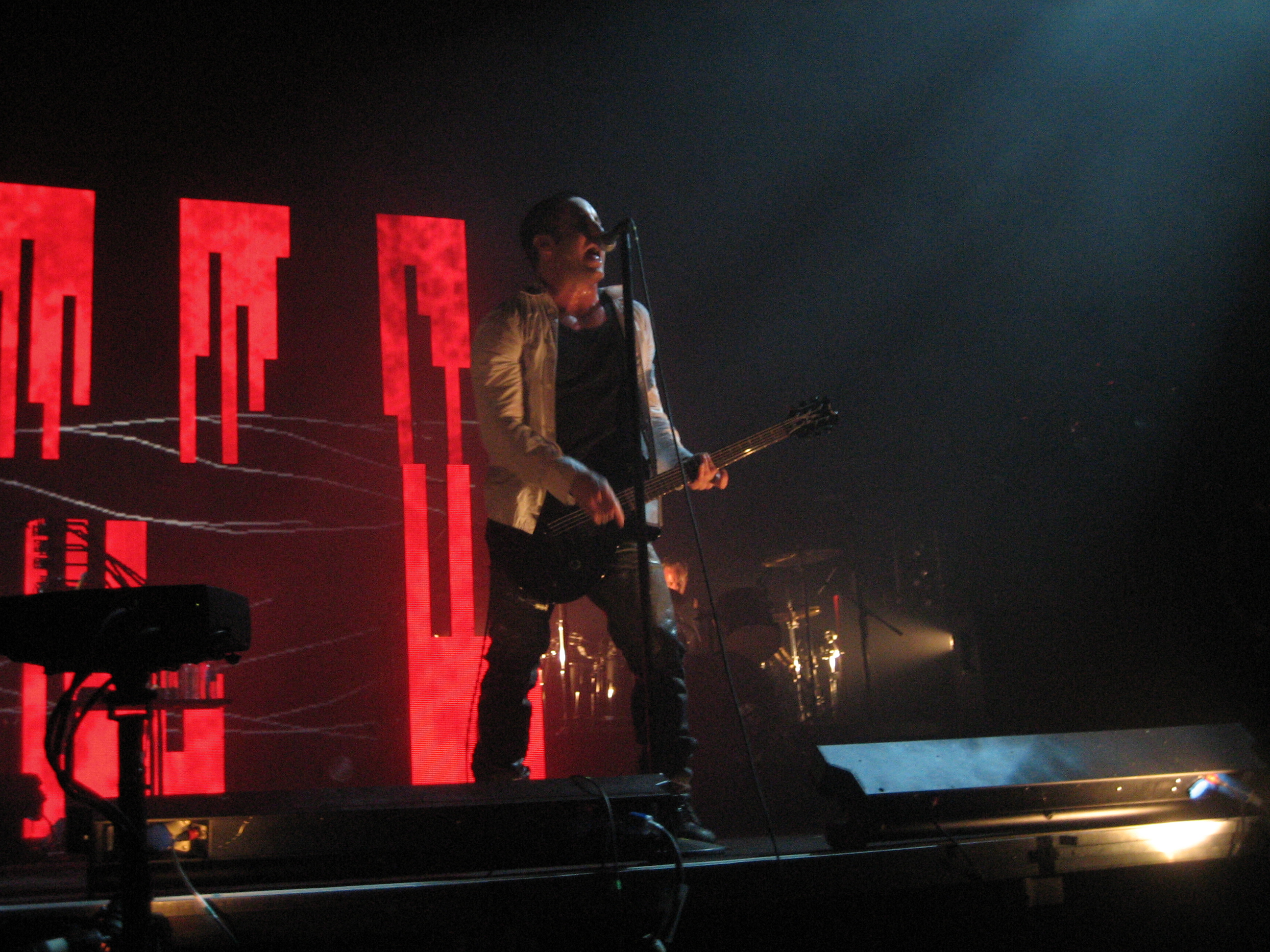
2006年2月

2004年、トレント・レズナーがミュージック・コンサルタントを務め、テーマ曲に起用された『ザ・フラジャイル』収録の「ザ・マーク・ハズ・ビーン・メイド」など6曲を提供したトニー・スコット監督の映画『マイ・ボディガード』 (Man On Fire) が公開された。
2005年3月、シングル「ザ・ハンド・ザット・フィーズ」が発売。続いて5月に約6年ぶりとなるアルバム『ウィズ・ティース』が発売される。この作品にはデイヴ・グロール（現フー・ファイターズ、元ニルヴァーナ）やゲム・アーチャー（元オアシス）などが参加している。従来までの神経質かつ細部まで作りこまれたサウンドを廃し、ラフなバンドサウンドを主体としたこのアルバムは全米1位を記録した。またトレントの精神性にも大きな変化が見られ、自らの心の闇よりも社会に対する怒りを表現するようになったと言われる。同年のMTVムービーアワードでは「ザ・ハンド・ザット・フィーズ」をジョージ・W・ブッシュ大統領を批判する映像をバックに演奏しようとするが、MTV側が難色を示したため出演を辞退している。
2005年から2006年にかけて「ウィズ・ティース・ツアー」を行う。このツアーの様子を収めた映像作品「ビサイド・ユー・イン・タイム」が翌年の2月にリリースされる。

### 2007年 - 2008年

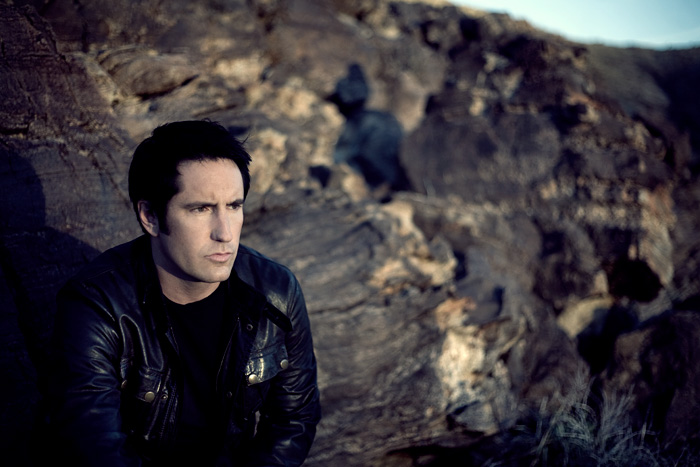
トレント・レズナー (2008年)

2007年にはアルバム『イヤー・ゼロ〜零原点…』をリリース。前作から2年という短いインターバルで発表された。
トレントは本作がオーストラリアで法外な値段で売られていることに憤慨し、固定ファンから搾取しようとするレコード会社のやり方を痛烈に批判。これをきっかけに作品のリリース形態に新しい試みを取り入れていく。
まずはトレントが制作に携わったソウル・ウィリアムズのアルバム『The Inevitable Rise And Liberation Of Niggy Tardust』を購入者が値段を$0か$5かを選べる方法でダウンロード・リリース。しかしこの試みはトレントの思惑通りにはいかなかったようで、有料ダウンロードが全体の僅か18.3%であったことにトレントは落胆した。
しかしトレントはこれにめげず、今度は自身の新作『ゴースツ I-IV』を発表する。前2作がロック寄りの比較的シンプルなアプローチだったのに対し、インスト中心でアンビエント色を強めた本作は全36曲中9曲は無料、残り27曲は$5でダウンロードでき、さらに2枚組のCD ($10)、DVD付きのデラックス・エディション ($75)、レズナーのサイン入りのウルトラ・デラックス・ヴァージョン ($300)というように様々なリリース形態が用意された。続く『ザ・スリップ』に至っては全曲を無料で配布した。
『ザ・フラジャイル』収録の「ジャスト・ライク・ユー・イマジンド（Just Like You Imagined）」がザック・スナイダー監督の映画「300 〈スリーハンドレッド〉」の予告編テーマソングに使用された。

### 2009年
- 2月16日、公式サイトにて、2009年から始まる世界ツアーを最後にNINとしての活動を終了するとのコメントを発表した。

- 日本におけるNine inch Nailsとしてのライブは、2009年8月7日（金）のサマーソニック(東京公演)ならびに2009年8月8日（土）（同大阪公演）を最後に、後の復活後の2013年7月のフジロックフェスティバルまで4年弱の間行われなかった。

東京公演では、“Somewhat Damaged”に始まり“The Frail”の終盤で小雨が降り始め“I'm Afraid Of Americans”以降は豪雨と雷に変わり“Hurt”が始まると同時に静けさを取り戻し、ライターが焚かれるという奇跡的な天候となった。
大阪公演では、トレントはサングラスを装着して登場。美しい夕陽の中「Home」と共に始まるステージとなった。
- 4月1日、エイプリルフールでアルバム「Strobe Light」を発表。内容はメインストリームのR&BとRapのプロデューサーとゲストを迎えたもの。実際に発売されることはない。

- 4月公開の映画『アドレナリン:ハイ・ボルテージ』にツアーメンバーであったDanny Lohnerがカメオ出演をしている。

- Webby Awardsを受賞。他の受賞者はtwitter.comなど。

- 自身もナイン・インチ・ネイルズでのリリースやツアービデオの配信などにおいてウェブでの活動を積極的に行っていたが、2009年6月にSNSに対しての批判を公式ウェブサイト上にて行った。曰く「大局的に見れば益よりも害の方が多いし、これまでの(Web活用の)実験の結果は出たようだから。バカが支配している」とのこと。この実験の結果とは、トレントが行っていたSNSでのユーザーとの交流を指し、そのSNSにおいて「(ファンである)自分のイメージと実際のトレントが違った」などの理不尽な理由で非難されたり、自身の結婚に対して嫌がらせのような行為を度々行われ、その対策に苦慮したことである。

- NIN.comで、瀕死状態の重病人のEricさんへの寄付をファンに呼びかけたところ1日で542,212ドルが集まり寄付されたが、2009年7月6日にEricさんは亡くなってしまう。

- 『ザ・フラジャイル』収録の「ザ・デイ・ザ・ワールド・ウェント・アウェイ（The Day the World Went Away）」がマックG監督の映画「ターミネーター4」の予告編テーマソングに使用された。

- nin.comのファンから「未発表曲を貯め込んでいるのでは？」という内容の質問について、それを否定すると共にプリンスとウィーザーのリヴァース・クオモを批判した。

「俺は、プリンスやリヴァース・クオモじゃない。素晴らしいトラックが山ほどあるって誇示するようなタイプじゃね。プリンスよ、素晴らしい曲が百も千もあるんなら、そこからいくつか選んでアルバムに収録すればよかったじゃないか。だって、ここ何枚かはひどいもんだったからな。リヴァース、お前もだ」(原文翻訳)
- また、『Spinner.com』でマリリン・マンソンについてコメント、批判している。

「奴は嫌なやつだ。成功のためなら誰だって踏みつけるし、道徳の一線なんてのも超えるだろうよ。奴も今じゃ、ドラッグとアルコールに支配されたラリッた道化だ」(原文翻訳)
- 8月23日のニューヨーク公演、9月2日のロサンゼルス公演で、アルバム『ザ・ダウンワード・スパイラル』が、ライブのセットリストの曲順として完全に再現された。

- 11月27日、ナイン・インチ・ネイルズのツアーやスタジオで使用された何百もの機材やアイテムをすべてeBayオークションで売り出すことが、nin.comより発表された。ツアーメンバーのRobin Finckも自身の私物を出品した。

### 2010年
- 妻となったMariqueen Maandigとの新ユニットHow to Destroy Angelsを始動。
- 映画『鉄男 THE BULLET MAN』にメインテーマ「Theme From TESTUO: The Bullet Man」を書き下ろす。
- デヴィッド・フィンチャー監督の映画『ソーシャル・ネットワーク』のサウンドトラックをアッティカス・ロスと共作。Trent Reznor and Atticus Ross名義として、ヌル・コーポレーションレーベルより発売。
- デビュー・アルバム『プリティ・ヘイト・マシーン』が装いも新たに、サウンド・エンジニアのトム・ベイカーによるリマスター盤がリリースされた。トレントは「聴覚的な体験として格段に向上した」、「このレコードの運命があっちからこっちへと漂っていくのを見届けることになったのはとても興味深いことだったし、とても長く気の滅入る話でもあったけどようやく友好的な領域にこの作品も落ち着いてくれて、おかげで少し磨き上げてみんなに届けることができるようになったよ。古い友人のようなこの作品を再訪することができてとても楽しかったし、みんなにも楽しいものとなれば嬉しいよ」と語っている。また、ボーナス・トラックには、シングル「シン」のB面にカップリングされていたクイーンの「ゲット・ダウン・メイク・ラヴ」のカバーを収録。

### 2011年
- 第83回アカデミー賞で『ソーシャル・ネットワーク』のサウンドトラックが作曲賞でオスカーを受賞。
- 『ザ・フラジャイル』収録の「ウィアー・イン・ディス・トゥゲザー」がジョス・ウィードン監督の映画『アベンジャーズ』の予告編テーマソングに使用された。

### 2013年
ナイン・インチ・ネイルズとしての活動再開をアナウンスし、Jay-Z主催のMade In Americaやフジロック・フェスティバルに出演。
8月30日、前作から5年振りとなるアルバム『ヘジテイション・マークス』を発売。本作はメジャーレーベル復帰作でもあり、アメリカではコロムビア・レコードから、ヨーロッパや日本ではユニバーサルミュージックからのリリースとなる。全英アルバムチャートでは初登場2位を記録し、アメリカでは発売初週に10万7000枚を売り上げてBillboard 200チャートで3位にランクインした。

### 2014年
『Ghosts I–IV』収録の「13 Ghosts II」がギャレス・エヴァンス監督の映画『ザ・レイド GOKUDO』(The Raid 2: Berandal) のエンディング、「14 Ghosts II」がエンドクレジット及びBD/DVDのメニュー画面に使用された。

### 2016年
2015年12月、レズナーがTwitter上でNINの活動再開を示唆。1年後の12月22日にEP『ノット・ジ・アクチュアル・イベンツ』を発売。同時に長年レコーディング・メンバーであったアッティカス・ロスが正式メンバーとして加入することを発表。NINはデュオ編成となった。

### 2017年
ライブ活動の再開をアナウンスし、ニューヨークのPanorama Festivalなどでヘッドライナーを務める。
6月、NINはデヴィッド・リンチ監督のTVドラマ・『ツイン・ピークス The Return』に出演し、『シーズ・ゴーン・アウェイ』を披露。その模様はNINのYouTube公式チャンネルにアップロードされた。
7月22日、EP『アッド・バイオレンス』を発売。

### 2018年
6月21日、5年ぶりとなるフル・アルバム『バッド・ウィッチ』を発売。当初は前EP二作を含めたEP三部作の最終作になる予定だったが、Spotify等の音楽ストリーミングサービスにおいてEPがシングルとしてまとめられてしまうことを苦慮し、アルバムとして発表する運びとなった。
8月にはソニックマニア・サマーソニック大阪に出演するために4年ぶりの来日。
9月13日より、北米とメキシコを回るCold and Black and Infiniteツアーを開催。初日には予告なしにEP『ブロークン』の完全再現を行い、他公演では『パーフェクト・ドラッグ』、『アンド・オール・ザット・クッド・ハヴ・ビーン』といったこれまでライブで披露されたことのなかった曲を披露した。

### 2019年
6月、Netflixにて配信されているドラマ、ブラック・ミラーのエピソード内でマイリー・サイラスによる『ヘッド・ライク・ア・ホール』のカバーが披露される。これと同時にNINは同作品とコラボしたTシャツを発売。

### 2020年
1月15日、デペッシュ・モード、T・レックス、ドゥービー・ブラザーズ、ホイットニー・ヒューストン、ノトーリアス・B.I.G.らと共に『ロックの殿堂』入りが決定した。
3月26日、『ゴースツ I-IV』の続編となる『ゴースツV-VI』を発表。2019新型コロナウイルスの影響で自宅隔離を余儀なくされているファンのためのアルバムとして制作され、無料でリリースされた。
11月29日、ロックの殿堂入り授賞式が特別番組として放送・配信された。プレゼンターを務めたイギー・ポップは「これぞマスター・アーティストの証」「1995年に観たトレントとデヴィッド・ボウイとのライブが、ウェンブリー・アリーナで観たT・レックス、ピラミッド・クラブでのニルヴァーナ、1965年のボブ・ディラン同等な存在感」と讃えた。

## 音楽的特徴

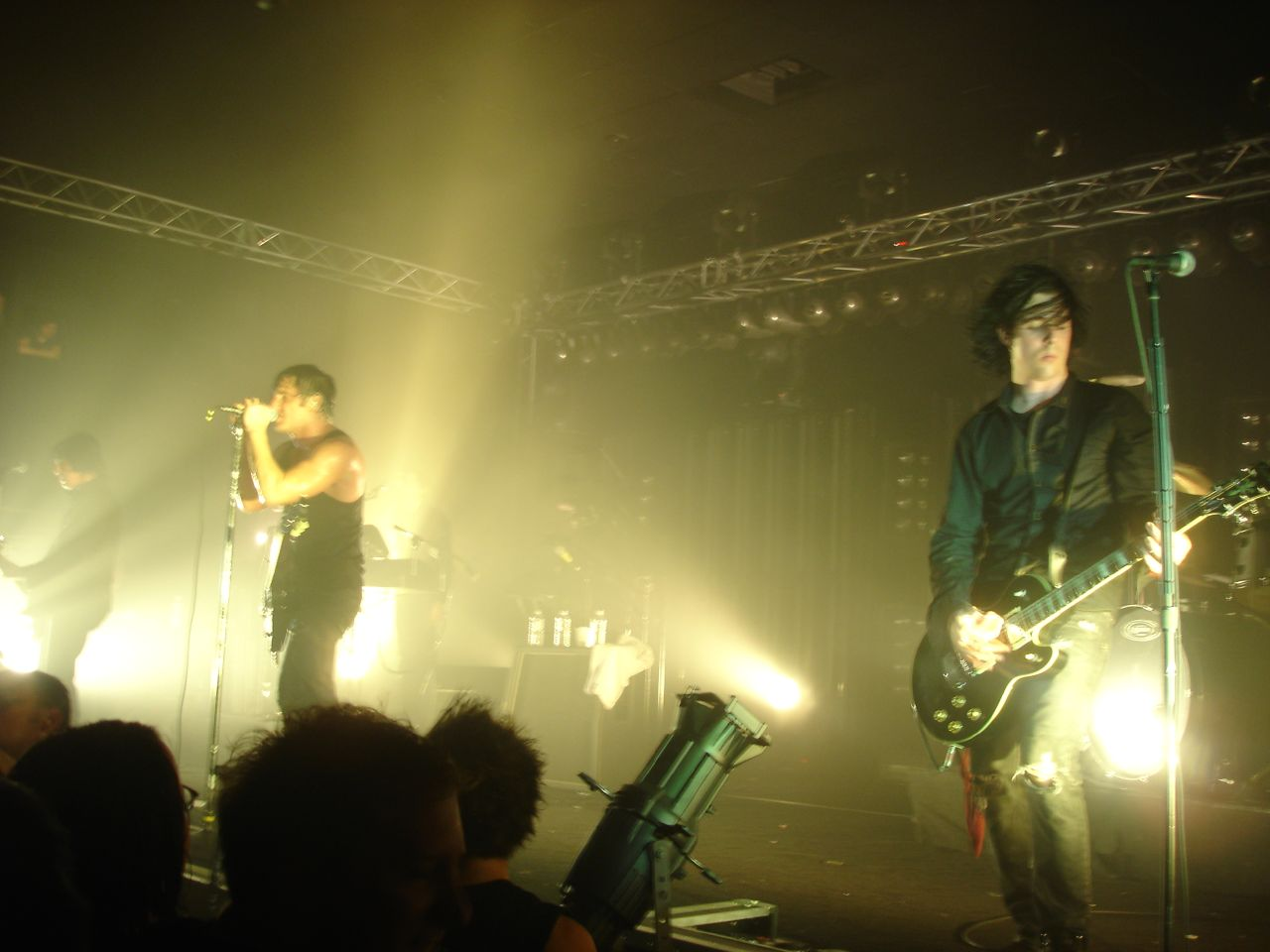
2005年5月

NINの音楽的な特徴として「Wish」で聴く事の出来る、インダストリアルの重たく、騒々しいサウンドが特徴である一方、「Down in it」は1980年代のエレ・ポップからの影響を受けている。その一方で「Hurt」に代表される、美しいメロディを特徴とする繊細な曲も多い。また、インダストリアルやノイズのみならず、エレポップやビッグビート、アンビエント、ポップなハードロック・ヘヴィメタルなど、様々なジャンルから影響を受けている。
楽曲のテーマとなっているのは一貫して「怒り」「渇望」であり、自らの内側からのインスピレーションにこだわり続けた憂鬱なサウンドは、暗く、圧倒的な存在感を放っていた。近年はレズナー本人のメンタル面の安定や成長もあり、以前の様な陰鬱さや攻撃性は抑えられたかわりに、アンビエント的な内省と静謐さを取り込み始めている。また制作活動におけるインスピレーションが内側から外側の出来事に変わって来た事もあって表現方法に変化が現れている。それは2005年にリリースされたアルバム『ウィズ・ティース』で聞く事ができる。

## メンバー
正式なメンバーはレズナーとアッティカス・ロスのみだが、レコーディング及びライブ活動の際には当然他のミュージシャンをメンバーとして迎え入れることになる。スタジオでの制作活動はレズナーとその他のスタッフ（アラン・モウルダー、アティカス・ロスなど）により行われ、レズナーがその作業をコントロールしている。アルバムごとに形態は異なり、詳細は作品ごとのクレジットにて確認できる。ライブでの活動はアルバム制作後にオーディションや友人の紹介などでメンバーが決まる。そのため、ツアーの度にメンバーは大幅に入れ替わる。

### ツアー・メンバー
1989年 - 1994年
- Richard Patrick - ギター
- Jeff Ward - ドラム（在籍中に自殺）
- James Woolley - シンセサイザー
- Lee Mars - シンセサイザー
- Chris Vrenna - ドラム／プログラミング

1994年 - 1997年
- Robin Finck - ギター
- Danny lohner - ギター／ベース
- Chris Vrenna - ドラム／プログラミング
- Charlie Clouser - キーボード／シンセサイザー

1998年 - 2000年
- Robin Finck - ギター
- Danny lohner - ギター／ベース
- Jerome dillon - ドラム
- Charlie Clouser - キーボード／シンセサイザー

2005年 - 2007年
- Aaron North - ギター
- Jeordie White - ベース／ギター
- Alessandro Cortini - シンセサイザー／ギター／ベース
- Josh Freese - ドラム
- Alex Carapetis - ドラム
- Jerome dillon - ドラム

2007年 - 2008年
- Robin Finck - ギター
- Justin Meldal-Johnsen - ベース
- Alessandro Cortini - シンセサイザー／ギター／ベース
- Josh Freese - ドラム

2009年
- Robin Finck - ギター
- Justin Meldal-Johnsen - ベース
- Ilan Rubin(Lostprophets) - ドラム

2013年
- Robin Finck - ギター
- Josh Eustis - ベース／ギター
- Alessandro Cortini - シンセサイザー／ギター／ベース
- Ilan Rubin -ドラム
- Pino Palladino - ベース
- Lisa Fischer - コーラス
- Sharlotte Gibson - コーラス

2014年
- Robin Finck - ギター
- Alessandro Cortini - シンセサイザー／ギター／ベース
- Ilan Rubin -ドラム

2017年-
- Atticus Ross - シンセサイザー／プログラミング
- Robin Finck - ギター
- Alessandro Cortini - シンセサイザー／ギター／ベース
- Ilan Rubin -ドラム

### レコーディング・メンバー
膨大な人数になるために全てを列挙する事は不可能だが、比較的著名な参加者を表記する。
- Adrian Sherwood（エイドリアン・シャーウッド）
- Adrian Belew（エイドリアン・ブリュー）
- Tommy Lee （トミー・リー）
- Alan Moulder（アラン・モウルダー、エンジニア）
- Keith Hillebrandt
- Dave Navarro（デイヴ・ナヴァロ）
- Aphex Twin（エイフェックス・ツイン）
- David Bowie（デヴィッド・ボウイ）
- Dr. Dre（ドクター・ドレー）
- Dave Grohl（デイヴ・グロール）

## ディスコグラフィ
NINの公式作品はそれぞれ「halo」（haloとは例えば聖像の頭の周りやその上方に描かれる、光背, 後光の意味）を冠したシリアル・ナンバーが付けられている。
NINは作品のフォーマットによって同じタイトルでも内容が微妙に変わる事がある。例えば『ザ・フラジャイル』の場合、CDでは合計で23曲が収録されているが、アナログでは25曲が収録されている上にいくつかの曲では別バージョンが収録されている。また、同じ作品でもアメリカとヨーロッパ、日本で収録曲が変わっている事がある。
アルバムをリリースした後にリミックス・アルバムをリリースするのが通例となっており、アルバムリリースの度にリミックス・アルバムのリリースが期待されている。
2004年にナッシング・レコードが事実上活動を停止した関係からか、それ以降の先行シングルを含めたシングル曲のリリース形態がアメリカとヨーロッパで大きく異なっている。アメリカでリリースされている12インチ・シングルはリミックス曲が多数収録されており、それらはヨーロッパや日本でリリースされているシングルでは聴く事が出来ない物が多い。

### スタジオ・アルバム
| 年                                        | タイトル                                               | アルバム詳細                                                                | チャート最高位 | チャート最高位 | チャート最高位 | チャート最高位 | チャート最高位 | チャート最高位 | チャート最高位 | チャート最高位 | チャート最高位 | チャート最高位 | チャート最高位 | 認定                                                                |
| 年                                        | タイトル                                               | アルバム詳細                                                                | US             | AUS            | AUT            | CAN            | FIN            | FRA            | GER            | NOR            | NZ             | SWE            | UK             | 認定                                                                |
| ----------------------------------------- | ------------------------------------------------------ | --------------------------------------------------------------------------- | -------------- | -------------- | -------------- | -------------- | -------------- | -------------- | -------------- | -------------- | -------------- | -------------- | -------------- | ------------------------------------------------------------------- |
| 1989                                      | 『プリティ・ヘイト・マシーン』 - Pretty Hate Machine   | - 発売日: 1989年10月20日 - レーベル: TVT - 全米売上: 300万枚                | 75             | —              | —              | —              | —              | —              | —              | —              | —              | —              | 67             | - US: 3× プラチナ - UK: シルバー                                    |
| 1994                                      | 『ザ・ダウンワード・スパイラル』 - The Downward Spiral | align=left - 発売日: 1994年3月8日 - レーベル: Nothing - 全米売上: 400万枚   | 2              | 12             | —              | 13             | —              | —              | —              | —              | 23             | 33             | 9              | - US: 4× プラチナ - AUS: ゴールド - CAN: 3× プラチナ - UK: ゴールド |
| 1999                                      | 『ザ・フラジャイル』 - The Fragile                     | - 発売日: 1999年9月21日 - レーベル: Nothing - 全米売上: 200万枚             | 1              | 2              | 14             | 2              | 10             | 27             | 17             | 9              | 28             | 18             | 10             | - US: 2× プラチナ - CAN: 2× プラチナ - UK: シルバー                 |
| 2005                                      | 『ウィズ・ティース』 - With Teeth                      | - 発売日: 2005年5月3日 - レーベル: Interscope - 全米売上: 5.4万枚           | 1              | 10             | 4              | 2              | 9              | 12             | 9              | 14             | 13             | 6              | 3              | - US: ゴールド - CAN: プラチナ - UK: ゴールド                       |
| 2007                                      | 『イヤー・ゼロ〜零原点…』 - Year Zero                  | - 発売日: 2007年4月17日 - レーベル: Interscope - 全米売上: 18.7万枚         | 2              | 5              | 4              | 3              | 5              | 17             | 6              | 8              | 20             | 7              | 6              |                                                                     |
| 2008                                      | 『ゴースツ I-IV』 - Ghosts I–IV                        | - 発売日: 2008年3月2日 - レーベル: The Null Corporation                     | 14             | 15             | 58             | 3              | —              | —              | 60             | —              | 26             | —              | 60             |                                                                     |
| 2008                                      | 『ザ・スリップ』 - The Slip                            | - 発売日: 2008年5月5日 - レーベル: The Null Corporation - 全米売上: 9.8万枚 | 13             | 22             | 45             | 12             | 24             | 177            | 33             | 38             | 23             | 35             | 25             |                                                                     |
| 2013                                      | 『ヘジテイション・マークス』 Hesitation Marks          | - 発売日: 2013年9月3日 - レーベル: Columbia - 全米売上: 18.7万枚            | 3              | 3              | 2              | 1              | 17             | 22             | 5              | 23             | 7              | 37             | 2              | - CAN: ゴールド                                                     |
| "—"は未発売またはチャート圏外を意味する。 |                                                        |                                                                             |                |                |                |                |                |                |                |                |                |                |                |                                                                     |

### その他のアルバム
| 発売日 | タイトル                                                        | 米チャート | 英チャート |
| ------ | --------------------------------------------------------------- | ---------- | ---------- |
| 1992年 | ブロークン (EP)                                                 | #7         | #18        |
| 1992年 | フィックスト (リミックス・アルバム)                             | -          | -          |
| 1995年 | ファーザー・ダウン・ザ・スパイラル (リミックス・アルバム)       | #23        | -          |
| 2000年 | シングス・フォーリング・アパート (リミックス・アルバム)         | #67        | #98        |
| 2002年 | アンド・オール・ザット・クッド・ハヴ・ビーン (ライブ・アルバム) |            | #54        |
| 2007年 | イヤー・ゼロ〜零リミックス (リミックス・アルバム)               | #77        | #160       |
| 2017年 | アッド・ヴァイオレンス（EP）                                    |            |            |

### シングル
| 発売年 | タイトル                          | アルバム                                                 |
| ------ | --------------------------------- | -------------------------------------------------------- |
| 1989年 | Down in It                        | プリティ・ヘイト・マシーン                               |
| 1990年 | Head Like a Hole                  | プリティ・ヘイト・マシーン                               |
| 1990年 | Sin                               | プリティ・ヘイト・マシーン                               |
| 1994年 | Dead Souls                        | 『ザ・クロウ』のサウンドトラックに提供                   |
| 1994年 | March of the Pigs                 | ザ・ダウンワード・スパイラル                             |
| 1994年 | Closer                            | ザ・ダウンワード・スパイラル                             |
| 1994年 | Burn                              | 『ナチュラル・ボーン・キラーズ』のサウンドトラックに提供 |
| 1997年 | The Perfect Drug                  | 『ロスト・ハイウェイ』のサウンドトラックに提供           |
| 1999年 | The Day the World Went Away       | ザ・フラジャイル                                         |
| 1999年 | We're in This Together            | ザ・フラジャイル                                         |
| 1999年 | Into the Void                     | ザ・フラジャイル                                         |
| 2000年 | Deep                              | 『トゥームレイダー』のサウンドトラックに提供             |
| 2005年 | The Hand That Feeds               | ウィズ・ティース                                         |
| 2005年 | Only                              | ウィズ・ティース                                         |
| 2006年 | Every Day Is Exactly the Same     | ウィズ・ティース                                         |
| 2007年 | Survivalism                       | イヤー・ゼロ                                             |
| 2007年 | Capital G                         | イヤー・ゼロ                                             |
| 2008年 | Discipline                        | The Slip                                                 |
| 2008年 | Echoplex                          | The Slip                                                 |
| 2010年 | Theme From TETSUO: The Bullet Man | 『鉄男 THE BULLET MAN』のサウンドトラックに提供          |
| 2017年 | Less Than                         | アッド・ヴァイオレンス                                   |

### 映像作品
| 発売年 | タイトル                                     |
| ------ | -------------------------------------------- |
| 1997年 | Closure                                      |
| 2002年 | アンド・オール・ザット・クッド・ハヴ・ビーン |
| 2007年 | ビサイド・ユー・イン・タイム                 |

## 日本公演
2000年

2000 Japan Tour
- 1月10日、11日、12日: 東京ベイNKホール
- 1月14日: パシフィコ横浜
- 1月15日: 大阪城ホール

2005年

サマーソニック05 ヘッドライナー
- 8月13日: 千葉マリンスタジアム
- 8月14日: WTCオープンエアスタジアム

2007年

nine inch nails performance 2007
- 5月18日、19日、20日: 新木場STUDIO COAST （19日は追加公演[39]）
- 5月22日: Zepp Nagoya
- 5月23日、24日:  Zepp Osaka

2009年

サマーソニック2009
- 8月7日: 千葉マリンスタジアム （マリーン・ステージ出演）
- 8月8日: 舞洲スポーツアイランド　（オーシャン・ステージ出演）

2013年

フジロックフェスティバル'13
- 7月26日: グリーン・ステージ　ヘッドライナー

2014年

Japan 2014
- 2月25日、26日、28日: 新木場STUDIO COAST （28日は追加公演）

2018年

ソニックマニア'18
- 8月17日: 幕張メッセ （クリスタル・マウンテン ヘッドライナー）

サマーソニック'18
- 8月19日 舞洲スポーツアイランド（マウンテン・ステージ ヘッドライナー）